# Łomnicka Kopa
Łomnicka Kopa (słow. Lomnická kopa, niem. Lomnitzer Schulter, węg. Lomnici váll) – mało wybitny garb o wysokości 2421m n.p.m. w słowackiej części Tatr Wysokich. Znajduje się w długiej grani odchodzącej na południe od wierzchołka Łomnicy. Od Wielkiej Łomnickiej Baszty oddzielona jest Łomnicką Przełęczą.
Powyżej Łomnickiej Kopy w kierunku Łomnicy znajdują się kolejno:
- Niżni Łomnicki Karb (Lomnická priehyba),
- Łomnicki Kopiniak (Lomnická stena),
- Pośredni Łomnicki Karb (Prostredný lomnický zárez),
- Łomnicki Mniszek (Lomnický mníšik),
- Wyżni Łomnicki Karb (Vyšný lomnický zárez),
- Łomnicki Kopiniaczek (Lomnický zub)[3],
- Łomnicka Szczerbinka (Lomnická štrbinka)[4].

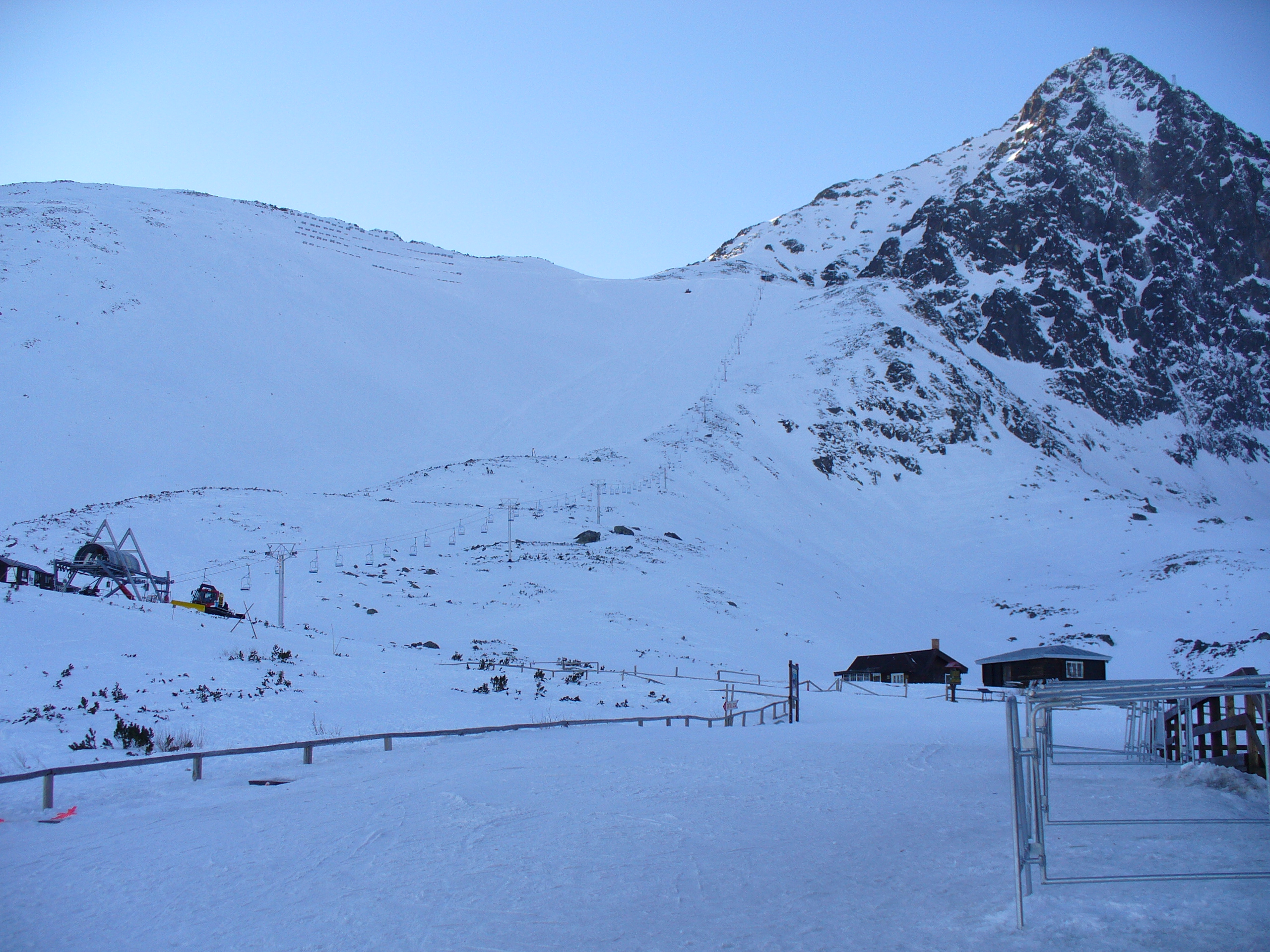
Łomnicka Kopa widoczna powyżej Łomnickiej Przełęczy

Od Łomnickiej Kopy w kierunku Doliny Małej Zimnej Wody na południowy zachód odchodzi niewielka grań boczna. Na stronę tej doliny Łomnicka Kopa opada stromym urwiskiem, a w kierunku Doliny Łomnickiej piarżysto-skalistym zboczem. Od grani południowo-zachodniej poniżej szczytu odgałęzia się wybitny filar, niżej przekształcający się w Capią Grzędę. W jego górnej części można wyróżnić przełączki: Wyżni Capi Przechód i Niżni Capi Przechód. Właściwa południowo-zachodnia grań Łomnickiej Kopy stanowi orograficznie lewe, północno-wschodnie obramowanie Siklawicznego Żlebu. Znajdują się w niej trzy przełączki: Wyżni Łomnicki Przechód, Pośredni Łomnicki Przechód i Niżni Łomnicki Przechód. W dolnej części grań opada do Wielkiego Upłazu. W południowej ścianie Łomnickiej Kopy wyodrębniają się trzy żebra. Lewe z nich oddziela od siebie Siklawiczny Żleb i Mały Siklawiczny Żleb, natomiast najdłuższe jest żebro środkowe, w którym znajdują się Kapliczka i Łomnicka Próba.
Łomnicka Kopa jest obecnie wyłączona z ruchu turystycznego. Z racji swojej łatwej dostępności, przede wszystkim z Łomnickiej Przełęczy, Łomnicka Kopa była jednak odwiedzana przez turystów od dawna. Już w 1820 r. bliżej nieznani turyści węgierscy dokonali na nią wejścia. Było to pierwsze znane wejście w celach turystycznych. Najprawdopodobniej jeszcze wcześniej odwiedzali ją myśliwi i poszukiwacze skarbów.
Pierwsze wejścia turystyczne:
- turyści węgierscy, 1820 r. – letnie,
- Zoltán Brüll, Štefan Lux i István Zamkovszky, 1 stycznia 1933 r. – zimowe[2].